# Campeonato NORCECA de Voleibol Masculino de 2011
El XXII Campeonato NORCECA de Voleibol Masculino se celebró en la ciudad de Mayagüez, Puerto Rico del 29 de agosto al 3 de septiembre de 2011.
El evento clasificó al campeón y subcampeón a la Copa Mundial de Voleibol Masculino de 2011. 

## Equipos participantes
| Grupo A     | Grupo B           |
| ----------- | ----------------- |
| Puerto Rico | Cuba              |
| Canadá      | Estados Unidos    |
| México      | Trinidad y Tobago |
| Santa Lucía | Costa Rica        |

## Procedimiento de desempate
1. Número de partidos ganados
2. Puntos de partido
3. Proporción de puntos
4. Proporción de sets
5. Resultado del último partido entre los equipos empatados

- Partido ganado 3–0: 5 puntos de partido para el ganador, 0 puntos de partido para el perdedor.
- Partido ganado 3–1: 4 puntos de partido para el ganador, 1 punto de partido para el perdedor.
- Partido ganado 3–2: 3 puntos de partido para el ganador , 2 puntos de partido para el perdedor.

## Ronda preliminar
- Del 29 al 31 de agosto
- Sede:  Palacio de Recreación y Deportes
- Todos los horarios corresponden a la hora de Mayagüez, Puerto Rico ( UTC-04:00 )

|  | Calificados para Semifinales      |
|  | Calificados para cuartos de final |

### Grupo A
|     |             | Partidos | Partidos | Partidos |     | Sets | Sets | Sets  | Puntos | Puntos | Puntos |
| Pos | Equipo      | PJ       | PG       | PP       | Pts | SG   | SP   | Ratio | PG     | PP     | Ratio  |
| --- | ----------- | -------- | -------- | -------- | --- | ---- | ---- | ----- | ------ | ------ | ------ |
| 1.º | Canadá      | 3        | 3        | 0        | 14  | 9    | 1    | 9.000 | 250    | 192    | 1.302  |
| 2.º | Puerto Rico | 3        | 2        | 1        | 10  | 6    | 3    | 2.000 | 206    | 175    | 1.177  |
| 3º  | México      | 3        | 1        | 2        | 6   | 4    | 6    | 0.667 | 229    | 229    | 1.000  |
| 4º  | Santa Lucía | 3        | 0        | 3        | 0   | 0    | 9    | 0.000 | 136    | 225    | 0.604  |

| Fecha        | Hora  | Equipo 1    | Sets  | Equipo 2    | Set 1   | Set 2 | Set 3 | Set 4 | Set 5 | Total  |
| ------------ | ----- | ----------- | ----- | ----------- | ------- | ----- | ----- | ----- | ----- | ------ |
| 29 de agosto | 17:00 | Canadá      | 3 : 1 | México      | '25-21' | 23-25 | 27-25 | 25-22 |       | 100-93 |
| 29 de agosto | 20:00 | Puerto Rico | 3 : 0 | Santa Lucía | 25-11   | 25-17 | 25-11 |       |       | 75-39  |
| 30 de agosto | 14:00 | Santa Lucía | 0 : 3 | Canadá      | 18-25   | 14-25 | 13-25 |       |       | 45-75  |
| 30 de agosto | 20:00 | México      | 0 : 3 | Puerto Rico | 25-27   | 19-25 | 17-25 |       |       | 61-77  |
| 31 de agosto | 16:00 | Santa Lucía | 0 : 3 | México      | 16-25   | 14-25 | 22-25 |       |       | 52-75  |
| 31 de agosto | 20:00 | Puerto Rico | 0 : 3 | Canadá      | 17-25   | 20-25 | 17-25 |       |       | 54-75  |

### Grupo B
|     |                   | Partidos | Partidos | Partidos |     | Sets | Sets | Sets  | Puntos | Puntos | Puntos |
| Pos | Equipo            | PJ       | PG       | PP       | Pts | SG   | SP   | Ratio | PG     | PP     | Ratio  |
| --- | ----------------- | -------- | -------- | -------- | --- | ---- | ---- | ----- | ------ | ------ | ------ |
| 1.º | Estados Unidos    | 3        | 3        | 0        | 14  | 9    | 1    | 9.000 | 249    | 160    | 1.556  |
| 2.º | Cuba              | 3        | 2        | 1        | 11  | 7    | 3    | 2.333 | 239    | 185    | 1.292  |
| 3.º | Trinidad y Tobago | 3        | 1        | 2        | 5   | 3    | 6    | 0.500 | 155    | 217    | 0.714  |
| 4.º | Costa Rica        | 3        | 0        | 3        | 0   | 0    | 9    | 0.000 | 148    | 229    | 0.646  |

| Fecha        | Hora  | Equipo 1          | Sets  | Equipo 2          | Set 1 | Set 2 | Set 3 | Set 4 | Set 5 | Total |
| ------------ | ----- | ----------------- | ----- | ----------------- | ----- | ----- | ----- | ----- | ----- | ----- |
| 29 de agosto | 13:00 | Estados Unidos    | 3 : 0 | Trinidad y Tobago | 25-15 | 25-7  | 25-12 |       |       | 75-34 |
| 29 de agosto | 15:00 | Cuba              | 3 : 0 | Costa Rica        | 25-16 | 25-13 | 25-15 |       |       | 75-44 |
| 30 de agosto | 16:00 | Trinidad y Tobago | 0 : 3 | Cuba              | 14-25 | 15-25 | 13-25 |       |       | 42-75 |
| 30 de agosto | 18:00 | Costa Rica        | 0 : 3 | Estados Unidos    | 16-25 | 12-25 | 9-25  |       |       | 37-75 |
| 31 de agosto | 14:00 | Trinidad y Tobago | 3 : 0 | Costa Rica        | 26-24 | 25-17 | 28-26 |       |       | 79-67 |
| 31 de agosto | 18:00 | Estados Unidos    | 3 : 1 | Cuba              | 24-26 | 25-23 | 25-23 | 25-17 |       | 99-89 |

## Ronda final
- Del 1 al 3 de septiembre
- Sede:  Palacio de Recreación y Deportes
- Todos los horarios corresponden a la hora de Mayagüez, Puerto Rico ( UTC-04:00 )

|  | 5° y 6° lugar | 5° y 6° lugar     | 5° y 6° lugar |  |  | Clasificación 5°-8° puesto | Clasificación 5°-8° puesto | Clasificación 5°-8° puesto |  |  | Cuartos de final | Cuartos de final  | Cuartos de final |  |  | Semifinales | Semifinales    | Semifinales |  |  | Final        | Final          | Final        |
|  |               |                   |               |  |  |                            |                            |                            |  |  |                  |                   |                  |  |  |             |                |             |  |  |              |                |              |
|  |               |                   |               |  |  | 3A                         | México                     | 3                          |  |  |                  |                   |                  |  |  | 1A          | Canadá         | 2           |  |  |              |                |              |
|  |               |                   |               |  |  | 4B                         | Costa Rica                 | 2                          |  |  | 2B               | Cuba              | 3                |  |  | 2B          | Cuba           | 3           |  |  |              |                |              |
|  | 3A            | México            | 3             |  |  |                            |                            |                            |  |  | 3A               | México            | 0                |  |  |             |                |             |  |  | 2B           | Cuba           | 3            |
|  | 3B            | Trinidad y Tobago | 0             |  |  |                            |                            |                            |  |  |                  |                   |                  |  |  |             |                |             |  |  | 1B           | Estados Unidos | 2            |
|  |               |                   |               |  |  | 3B                         | Trinidad y Tobago          | 3                          |  |  |                  |                   |                  |  |  | 1B          | Estados Unidos | 3           |  |  |              |                |              |
|  | 7° y 8° lugar | 7° y 8° lugar     | 7° y 8° lugar |  |  | 4A                         | Santa Lucía                | 0                          |  |  | 2A               | Puerto Rico       | 3                |  |  | 2A          | Puerto Rico    | 0           |  |  | Tercer lugar | Tercer lugar   | Tercer lugar |
|  |               |                   |               |  |  |                            |                            |                            |  |  | 3B               | Trinidad y Tobago | 0                |  |  |             |                |             |  |  |              |                |              |
|  | 4B            | Costa Rica        | 3             |  |  |                            |                            |                            |  |  |                  |                   |                  |  |  |             |                |             |  |  | 1A           | Canadá         | 3            |
|  | 4A            | Santa Lucía       | 0             |  |  |                            |                            |                            |  |  |                  |                   |                  |  |  |             |                |             |  |  | 2A           | Puerto Rico    | 0            |

### Cuartos de final
| Fecha           | Hora  | Equipo 1    | Sets  | Equipo 2          | Set 1 | Set 2 | Set 3 | Set 4 | Set 5 | Total |
| --------------- | ----- | ----------- | ----- | ----------------- | ----- | ----- | ----- | ----- | ----- | ----- |
| 1 de septiembre | 18:00 | Cuba        | 3 : 0 | México            | 25-10 | 25-23 | 25-14 |       |       | 75-47 |
| 1 de septiembre | 20:00 | Puerto Rico | 3 : 0 | Trinidad y Tobago | 25-17 | 25-15 | 25-19 |       |       | 75-51 |

### Clasificación 5°-8°
| Fecha           | Hora  | Equipo 1    | Sets  | Equipo 2          | Set 1 | Set 2 | Set 3 | Set 4 | Set 5 | Total  |
| --------------- | ----- | ----------- | ----- | ----------------- | ----- | ----- | ----- | ----- | ----- | ------ |
| 2 de septiembre | 14:00 | Santa Lucía | 0 : 3 | Trinidad y Tobago | 20-25 | 21-25 | 17-25 |       |       | 58-75  |
| 2 de septiembre | 16:00 | Costa Rica  | 2 : 3 | México            | 25-23 | 25-22 | 12-25 | 15-25 | 11-15 | 88-110 |

### Semifinales
| Fecha           | Hora  | Equipo 1       | Sets  | Equipo 2    | Set 1 | Set 2 | Set 3 | Set 4 | Set 5 | Total  |
| --------------- | ----- | -------------- | ----- | ----------- | ----- | ----- | ----- | ----- | ----- | ------ |
| 2 de septiembre | 18:00 | Canadá         | 2 :3  | Cuba        | 25-23 | 17-25 | 26-24 | 17-25 | 9-15  | 94-112 |
| 2 de septiembre | 20:00 | Estados Unidos | 3 : 0 | Puerto Rico | 25-14 | 25-16 | 26-24 |       |       | 76-54  |

### Séptimo puesto
| Fecha           | Hora  | Equipo 1    | Sets  | Equipo 2   | Set 1 | Set 2 | Set 3 | Set 4 | Set 5 | Total |
| --------------- | ----- | ----------- | ----- | ---------- | ----- | ----- | ----- | ----- | ----- | ----- |
| 3 de septiembre | 14:00 | Santa Lucía | 0 : 3 | Costa Rica | 23-25 | 10-25 | 18-25 |       |       | 51-75 |

### Quinto puesto
| Fecha           | Hora  | Equipo 1          | Sets  | Equipo 2 | Set 1 | Set 2 | Set 3 | Set 4 | Set 5 | Total |
| --------------- | ----- | ----------------- | ----- | -------- | ----- | ----- | ----- | ----- | ----- | ----- |
| 3 de septiembre | 16:00 | Trinidad y Tobago | 0 : 3 | México   | 20-25 | 12-25 | 21-25 |       |       | 53-75 |

### Tercer puesto
| Fecha           | Hora  | Equipo 1 | Sets  | Equipo 2    | Set 1 | Set 2 | Set 3 | Set 4 | Set 5 | Total |
| --------------- | ----- | -------- | ----- | ----------- | ----- | ----- | ----- | ----- | ----- | ----- |
| 3 de septiembre | 18:00 | Canadá   | 3 : 0 | Puerto Rico | 25-20 | 25-23 | 25-14 |       |       | 75-57 |

### Final
| Fecha           | Hora  | Equipo 1 | Sets  | Equipo 2       | Set 1 | Set 2 | Set 3 | Set 4 | Set 5 | Total   |
| --------------- | ----- | -------- | ----- | -------------- | ----- | ----- | ----- | ----- | ----- | ------- |
| 3 de septiembre | 20:00 | Cuba     | 3 : 2 | Estados Unidos | 25-23 | 29-27 | 25-27 | 19-25 | 15-8  | 113-110 |

## Posiciones finales
| Pos.              | Equipo            |
| ----------------- | ----------------- |
| Medalla de oro    | Cuba CM           |
| Medalla de plata  | Estados Unidos CM |
| Medalla de bronce | Canadá            |
| 4                 | Puerto Rico       |
| 5                 | México            |
| 6                 | Trinidad y Tobago |
| 7                 | Costa Rica        |
| 8                 | Santa Lucía       |

| \| \| \| \| \| Campeón Cuba[2] 15.º título \| Plantel: 1 Wilfredo León Venero , 3 Gustavo Leyva, 4 Yassel Perdomo Naranjo, 5 Leandro Macías, 6 Keibel Gutiérrez Torna, 7 Osmani Camejo, 10 Denny de Jesús Hernández Martínez, 12 Henry Bell Cisnero, 14 Raydel Hierrezuelo Aguirre, 16 Isbel Mesa Sandoval, 18 Yoandri Díaz Carmenate, 19 Fernando Hernández Ramos. Entrenador: Orlando Samuels Blackwood |
| |
| |
| Campeón Cuba 15.º título |

|                          |
|                          |
| Campeón Cuba 15.º título |

## Distinciones individuales
| Categoría                               | Ganadora                   |
| --------------------------------------- | -------------------------- |
| Jugador Más Valioso (MVP)               | Keibel Gutiérrez Torna     |
| Mejor colocador / armador               | Dustin Schneider           |
| Mejor líbero                            | Keibel Gutiérrez Torna     |
| Mayor anotador                          | Wilfredo León Venero       |
| Mejor atacante                          | Wilfredo León Venero       |
| Mejor bloqueador                        | David Cameron Lee          |
| Mejor servidor                          | Fernando Hernández Ramos   |
| Mejor defensor                          | Keibel Gutiérrez Torna     |
| Mejor receptor                          | Keibel Gutiérrez Torna     |
| Mejor entrenador (Premio "Jim Coleman") | Orlando Samuells Blackwood |